# Chalcura turneri
Chalcura turneri är en stekelart som först beskrevs av Kirby 1894.  Chalcura turneri ingår i släktet Chalcura och familjen Eucharitidae. Inga underarter finns listade i Catalogue of Life.